# جواو جوستينو أمارال دوس سانتوس
جواو جوستينو أمارال دوس سانتوس (بالبرتغالية: João Justino Amaral dos Santos‏) (مواليد 25 ديسمبر 1954) هو لاعب كرة قدم. يلعب مع منتخب البرازيل لكرة القدم. سبق له أن لعب في كأس العالم لكرة القدم مع منتخب بلاده.

## روابط خارجية
- جواو جوستينو أمارال دوس سانتوس على موقع الاتحاد الدولي (مؤرشف)  (الإنجليزية)
- جواو جوستينو أمارال دوس سانتوس على موقع قاعدة بيانات كرة القدم.إي يو (الإنجليزية)
- جواو جوستينو أمارال دوس سانتوس على موقع ناشيونال فوتبول تيمز (الإنجليزية)
- جواو جوستينو أمارال دوس سانتوس على موقع Soccerway.com (الإنجليزية)
- جواو جوستينو أمارال دوس سانتوس على موقع عالم كرة القدم.نت (الإنجليزية)